# عرض اول (عرض اذاعي)
عرض أول هو برنامج اذاعي مصري، ويعد أول برنامج اذاعي مصري على الإذاعة المصرية يوثق تاريخ السينما المصرية والمسرح المصري، منذ عام 1930م الى عام 2010م. فكرة وإعداد وتنفيذ سيد عبد العزيز

## فكرة البرنامج
يوثق تاريخ السينما والمسرح المصري يوميا من ثلاثينات القرن الماضي وحتى العشر سنوات الأولى من الألفية الثانية، وتتلخص الفكرة في اذاعة كل حلقة من حلقات البرنامج مجموعة من الأعمال التي تزامن تاريخ عرضها لأول مرة مع نفس تاريخ يوم الاذاعة على مدار السنوات السابقة من الأعمال المسرحية والسينمائية منذ عام 1930، وملخص قصة كل عمل ومسامع منه، ويستند البرنامج الى وثائق نادرة من دور العرض السينمائي وارشيف المسرح المصري وتاريخها وفريق العمل فيها.

## توقف البرنامج
انتظم عرض البرنامج منذ ظهورة الاول في 15 أكتوبر 2022 وبعد خمسة عشر يوما من اذاعتة لاقي ثناء كبير من النقاد وتم رصده وتوثيقة على بوابة السينما العالمية، ولكن تفاجىء الجهور في شهر مارس وبعد الاعلان عن ان البرنامج مستمر في العرض خلال العام، لما يقدمة من مواد نادرة وهامة عن تاريخ السينما المصرية والمسرح المصري، تفاجىء الجمهور بتوقف البرنامج في 22 مارس 2023 .
تعد مثل هذه الامور ليست بالغريبة على ادارة اذاعة البرنامج العام  الاذاعة المصرية 107.4 FM في مصر، حيث لا تنظر الادارة الى الصالح العام للعمل، قدر ما أخذ عليها الاهتمام الغالب بالصالح الشخصي للادارة والعاملين، فقد ترددت معلومات عن توقف البرنامج نظرا لنجاحة الغير متوقع من فريق العمل والفكرة في فترة قصيرة جدا، ودخول الاحقاد من مذيعي الاذاعة الغير مشاركين في العمل لوقفة، وهدم ما وصل الية من نجاح.

## وصلات خارجية
- الموقع الرسمي على بوابة السينما العالمية